# أحمد مللي
أحمد مللي فنان سوري كردي، من مواليد دمشق، متزوج، وله أربعة الأولاد. عضو في نقابة الفنانين منذ عام 1972, شارك كممثل بالعديد من الأعمال المسرحية والتلفزيونية والسينمائية، بالإضافة للأعمال الإذاعية.

## المهنة
شارك مللي في العديد من الأعمال الفنية كممثل، تنوعت بين المسرح والتلفزيون والسينما والإذاعة.

### في الإذاعة
- المسلسل الإذاعي الشهير حكم العدالة، كان يبث عبر إذاعة دمشق.[3]

### في السينما
- فيلم قتل عن طريق التسلسل (1982): إخراج محمد شاهين، تأليف وسيناريو محمد شاهين وحسن سامي يوسف.[4]

- فيلم الحدود (1984): شارك بدور ثانوي، حيث أدى دور الجندي محمود في دورية أبو مظهر (هاني الروماني)، وشاركه الفنان (عمر حجو) بدور مماثل.[5]
- العشاق (2008): إخراج حاتم علي والمثنى صبح، وتأليف أمل حنا.[6]

### في التلفزيون
- مسلسل «حارة نسيها الزمن» - 1991 - تأليف هاني السعدي، إخراج سالم الكردي.
- مسلسل «المحكوم» - 1995 - تأليف رياض سفلو، إخراج محمد فردوس أتاسي.
- مسلسل «البركان» - للكاتب هاني السعدي.
- مسلسل «في مهب الريح».
- مسلسل «ستائر الصمت».
- مسلسل «الظل والنور» - من تأليف خالد حمدي الأيوبي، وإخراج طلحت حمدي.
- مسلسل «حد الهاوية» - 2003 - من تأليف وسيناريو أحمد علي إسماعيل، إإخراج علاء الدين شعار.
- مسلسل «هولاكو»- سيناريو وحوار «د. رياض عصمت» إخراج باسل الخطيب.
- مسلسل «اللوحة السوداء» 2002 - من تأليف يوسف قندلفت وإخراج محمد فردوس أتاسي.
- مسلسل «الجمر والجمار» - 2006 - من تأليف وإخراج كمال اللحام.
- مسلسل «الوزير وسعادة حرمه» - 2006 - تأليف محمود الجعفوري وإخراج سامر برقاوي، بدور المتعهد أبي جلال.
- مسلسلات حمام القيشاني، أباء وأمهات، كوم الحجر، الحوت، ما ملكت إيمانكم، أسعد الوراق، الولادة من الخاصرة ج1، مسلسل " رجال العز (رجالك يا شام)، الدبور ج1، الدبور ج2، زمن البرغوت، ومضات من تاريخنا، أحلام زائفة.